# Friedenskantorei
Die Friedenskantorei der Leipziger Michaelis-Friedensgemeinde ist ein überregionaler Chor, der seit Jahrzehnten über die Grenzen Leipzigs hinaus durch seine ambitionierte Chorarbeit bekannt ist. Oratorien wie auch Chormusik im Gottesdienst gehören zu seinem Programm.
80 Sängerinnen und Sänger bestreiten drei große Konzerte mit Orchester und mehrere A-cappella-Konzerte pro Jahr. Aufgeführt werden die Werke zumeist in der  Michaeliskirche Leipzig.

## Repertoire
Stabat Mater (Rossini), Weihnachtsoratorium (Bach), Requiem (Andrew Lloyd Webber), Matthäuspassion (Bach), Ein deutsches Requiem (Brahms), Messias (Händel) u. a.

## Chorleiter
- 1963 bis 1991 Gothart Stier
- seit 1991 Veit-Stephan Budig